# Rudolf Weltken
Rudolf Weltken (* 18. Dezember 1929 in Andernach; † 11. März 2018 in Bad Neuenahr-Ahrweiler) war ein deutscher Jurist und CDU-Politiker.

## Leben
Nach erfolgreichem Abschluss seiner juristischen Ausbildung in Köln und Bonn trat Weltken in den öffentlichen Dienst. Er durchlief Stationen in der öffentlichen Verwaltung und wurde 1966 Oberregierungsrat. Von 1969 bis 1993 war Weltken Bürgermeister von Bad Neuenahr-Ahrweiler. In dieser Zeit verantwortete er die Altstadtsanierung in Ahrweiler und die Eröffnung des Freizeitbades Twin. Auch die Eröffnung der Römervilla von Bad Neuenahr-Ahrweiler, des Stadtmuseums im Weißen Turm, der Ahr-Thermen sowie die 1100-Jahr-Feier von Ahrweiler fielen in seine Amtszeit. Von 1999 bis 2004 war Weltken Mitglied des Kreistages im Landkreis Ahrweiler.
Er war römisch-katholisch und verheiratet.